# 大失败 20世纪共产主义的兴亡
《大失败 20世纪共产主义的兴亡》分为6部分共24章，外加一个前言和附录。本书作者兹比格涅夫·布热津斯基曾是吉米·卡特政府国家安全顾问。在中国，这本书由于被认为具有重要的“反面教材”作用被迅速引进，被有组织的内部发行。此外这本书相当罕见的未印册数。